# JM멀티
주식회사 JM멀티(영어: JM Multi)는 대한민국의 데크 시스템 및 폴리우레아 기업으로, 가공목재 제조 및 설치 공사를 주요 사업으로 영위한다.

## 역사
2008년 3월 24일에 JM친환경건설이라는 법인으로 설립되었으며, 2015년 주식회사 JM멀티로 사명을 변경하였다. 또한 2021년 12월 13일 코넥스 시장에 상장하여 매매가 개시되었다.